# Sanderella riograndensis
Sanderella riograndensis là một loài thực vật có hoa trong họ Lan. Loài này được Dutra miêu tả khoa học đầu tiên năm 1959.